# 블루종

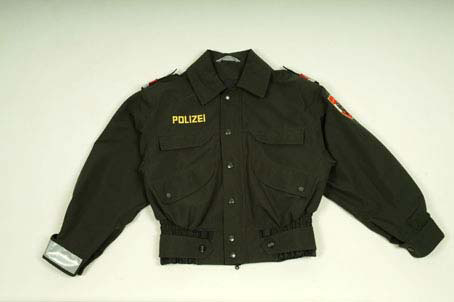
오스트리아의 블루종.

블루종(프랑스어: blouson)은 짧은 재킷을 말한다.

## 역사
MA-1 봄버 재킷(MA-1 bomber jacket)은 1950년대 동안 미국 군사용으로 설계되었다. MA-2 봄버 재킷이 현재 사용 중이다.

## 같이 보기
- 플라이트 재킷